# Pernis celebensis
Pernis celebensis là một loài chim trong họ Accipitridae.